# Feniramin
A feniramin allergia (pl. szénanátha, csalánkiütés) kezelésére szolgáló gyógyszer. Viszonylag erős kábító hatása van, és néha off-label alkalmazásként recept nélkül kapható altatóként írják fel (mint a többi kábító hatású antihisztamint).
Általában más szerekkel kombinálva alkalmazzák.

## Sztereoizoméria
A feniramin egy sztereoközpontot tartalmaz, és két enantiomerből áll. Ez egy racemát, vagyis az (R) és az (S) forma 1:1 keveréke:
| A feniramin enantiomerjei | A feniramin enantiomerjei |
| ------------------------- | ------------------------- |
| CAS-szám: 56141-72-1      | CAS-szám: 23201-92-5      |

## Mellékhatások
Álmosságot, bradychardiát (pulzusszám leesést), túladagolva alvásszavart okoz. A túladagolás görcsös rohamokat is okozhat, különösen alkohollal kombinálva. Hosszú ideig nem szedhető kortizonnal (stresszhormon) együtt, mert lecsökkentheti az adrenalinszintet, ami eszméletvesztéshez vezethet. 

## Fordítás
- Ez a szócikk részben vagy egészben  a   Pheniramine című angol Wikipédia-szócikk fordításán alapul.  Az eredeti cikk szerkesztőit annak laptörténete sorolja fel. Ez a jelzés csupán a megfogalmazás eredetét és a szerzői jogokat jelzi, nem szolgál a cikkben szereplő információk forrásmegjelöléseként.